# Wilhelm Albrecht Andreas von Ramdohr
Wilhelm Albrecht Andreas von Ramdohr (* 15. Mai 1800 in Beedenbostel; † 25. Januar 1882 in Celle) war ein königlich-hannoverscher Generalleutnant und Kommandeur einer Infanteriedivision bis 1866.

## Leben

### Herkunft
Wilhelm Albrecht Andreas von Ramdohr war der älteste Sohn des späteren Majors und Zollinspektors in Brinkum Wilken Albrecht Christian von Ramdohr (* 11. November 1766; † 1823 Horneburg), Herr auf Neuhof bei Lübeck, eines der jüngeren Brüder des Basilius von Ramdohr. Seine Mutter war Dorothea Sophie Wilhelmine von Düring (* 16. Mai 1780; † 7. August 1851 in Harburg) aus dem Hause Horneburg. Die Eltern heirateten 1798. In Wilhelm Albrechts Geburtsjahr, 1800, war der Vater noch Hauptmann der Kavallerie. Wilhelm Albrecht hatte eine ältere (Wilhelmine Maria Louise, * 27. September 1799 Horneburg; † 10. Mai 1874 als Konventualin in Medingen) und eine jüngere Schwester (Marianne Lucie, * 12. April 1802 in Gifhorn; † 9. Mai 1877 in Celle) sowie einen jüngeren Bruder Philipp Christian (hannoverscher Klosterrat und Amtmann in Wilhelmsburg; * 24. Dezember 1803 in Gifhorn; † 26. November 1864 in Hildesheim).

### Laufbahn
Er begann seine Militärlaufbahn schon in frühen Jahren. Am 4. September 1815 wurde er Fähnrich im 9. Infanterieregiment Osnabrück „Herzog von York“, 2. Bataillon (Landwehr). Im Staatskalender 1818 findet sich sein Name noch im gleichen Dienstrang. Nach einer Karriere als Leutnant wurde er am 15. Mai 1842 zum Hauptmann im 3. Infanterieregiment „Waterloo“ in Celle befördert. Seine Beförderung zum Major am 1. Januar 1853 ging mit einem Wechsel in das Garde-Regiment „Peninsula-Waterloo“ einher, wo er, nach Ernennung zum Ritter des Guelphen-Ordens 1855, am 25. Mai 1857 Oberstleutnant wurde. Am 15. Mai 1859 wurde er Oberst des Garderegiments, und 1861 wurde er in diesem Rang zum Kommandeur der 3. Infanteriebrigade der 2. Infanteriedivision ernannt. Am 22. Mai 1863 wurde er Generalmajor und war im Jahr 1864 der Kommandeur besagter Division mit Stabsquartier in Hannover. Der Gipfel seiner Karriere kam kurz vor deren Ende im Zuge der Umwälzungen des Krieges gegen Preußen. Obwohl er es am 27. Mai 1865 zum Generalleutnant gebracht und ungefähr am 7. Juni 1866 das Komturkreuz II. Klasse des Ernst-August-Ordens verliehen bekommen hatte, wurde er vor dem Ausbruch der Kampfhandlungen aus der hannoverschen Armee entlassen. Heinrich Albert Oppermann schrieb 1870 darüber: … die … ersonnene Intrigue mußte zunächst ausgeführt werden. Der Chef des Generalstabes, Generallieutenant von Sichart, der Divisionär Generallieutenant von Ramdohr nahmen oder erhielten ihre Entlassung. An die Stelle (Victor Justus Haus) Finkensteins trat Oberst Dammers und wurde zugleich Generaladjutant des Armeestabes. Generallieutenant von Arentschildt wurde zum Höchstcommandirenden ernannt. Die Eintheilung in Divisionen hörte auf, die Armee wurde in vier Infanterie- und eine Reserve-Cavaleriebrigade eingetheilt. Andere Quellen nennen mangelnde militärische Befähigung und das hohe Lebensalter als Gründe für die Pensionierung: … Ramdohr, welcher die 2. Infanteriedivision befehligte, konnten nicht den Anspruch erheben, auf Grund ihrer militärischen Befähigung an die Spitze der Armee gestellt zu werden. Alle standen außerdem in einem Lebensalter zwischen 66 und nahezu 70 Jahren und der König hielt nebenbei für angezeigt die alten Generale … durch jüngere Kräfte zu ersetzen.

### Familie und Lehen
Wilhelm Albrecht Andreas von Ramdohr heiratete am 11. Juli 1828 in Nienburg Wilhelmine Luise von Hugo (* 6. Juli 1804 in Celle; † 13. April 1875 ebenda), mit der er drei Kinder hatte:
- Georgine Wilhelmine Sophie Helene Auguste Marie (* 19. Februar 1838 Nienburg; † 19. Januar 1894 Celle) ⚭ in Celle am 11. September 1876[6] Friedrich Ernst Ludwig von Düring (* 11. August 1827 in Meinersen; † 19. September 1880 in Celle), hannoverscher Hauptmann a. D.
  - Elisabeth Sophie Charlotte Wilhelmine Malaspina von Düring (* 4. August 1877 in Celle; † verschollen nach Verhaftung durch die Gestapo)[7]
- Albrecht Philipp Georg von Ramdohr (1839–1885), 1866 hannoverscher Offizier, später preußischer Hauptmann ⚭ 1881 Agnes von der Wenke
- Charlotte Karoline Marianne Agnes Betty Justine (* 22. Januar 1844 Nienburg; † 18. Mai 1917) ⚭ 6. Juli 1867 in Celle Baron Julius von Oheimb, Herr auf Helpsen und Meinefeld, fürstlich schaumburg-lippischer Kammerherr und Landrat

Am 25. März 1833 stellte der englische König Wilhelm IV. für Wilhelm Albrecht Andreas von Ramdohr Lehnbriefe aus. Darin wurde Ramdohr mit einem Sattelhof zu Pattensen und dem Steinwerke hinter dem Klenckenhof am Wall, mit einer freien Schäferei, mit der Lottermasch bei Giften an der Leine, mit einer Wiese, die frische See genannt, drei Meierhöfe und zwei Kothstellen zum Lütken-Buchholze oder Bothfelde, eine Wiese bei dem Obernbecke, zwei Hufe Landes in und vor Rorsen belehnt. Zudem erhielt er, wie schon mehrere seiner Vorfahren seit 1686, das Lehen über Geest- und Rübenlandzehnten und dem Zehnten bei dem Gute Drübber. Die erneute Belehnung mit dem Familiensitz Gut Drübber hatte aber nur kurz Bestand, da Wilhelm Albrecht Andreas, als letzter Besitzer, das Gut 1839 veräußerte, wohl nicht zuletzt infolge der Aufhebung der Verfassung 1837 durch Ernst August I. nach Ende der Personalunion mit Großbritannien.